# Ulf Andersson (spelutvecklare)
Bror Ulf Andersson, född 20 februari 1979, är en svensk datorspelsdesigner och utvecklare. Andersson och hans bror Bo Andersson Klint grundade 1997 spelstudion Grin i Stockholm, där Ulf arbetade som designer för titlar som Ballistics (2001), Tom Clancy’s Ghost Recon: Advanced Warfighter (2006) och Bionic Commando Rearmed (2008). 
Efter Grins konkurs 2009 var han med och grundade Overkill Software, där han var designchef för Payday: The Heist (2011) och Payday 2 (2013) innan han lämnade företaget 2015.
Samma år etablerade Andersson den oberoende studion 10 Chambers Collective (numera 10 Chambers) och är dess Creative Director och VD. Studion debuterade med det kooperativa FPS-spelet GTFO i early access i december 2019. För närvarande utvecklar de spelet Den of Wolves.